# Козеев, Никита Олегович
Ники́та Оле́гович Козеев (род. 9 октября 1997, Таганрог) — российский гребец-байдарочник, выступает за сборную России с 2015 года. Бронзовый призер чемпионата Европы 2019 года. Многократный победитель и призёр Чемпионатов России и первенств России. На соревнованиях представляет Ростовскую и Рязанскую области. Мастер спорта России.
Родился в семье - династии гребцов Тищенко -Козеевы. Внук великого советского гребца Тищенко, Анатолий Петрович